# Botiga d'autoservei

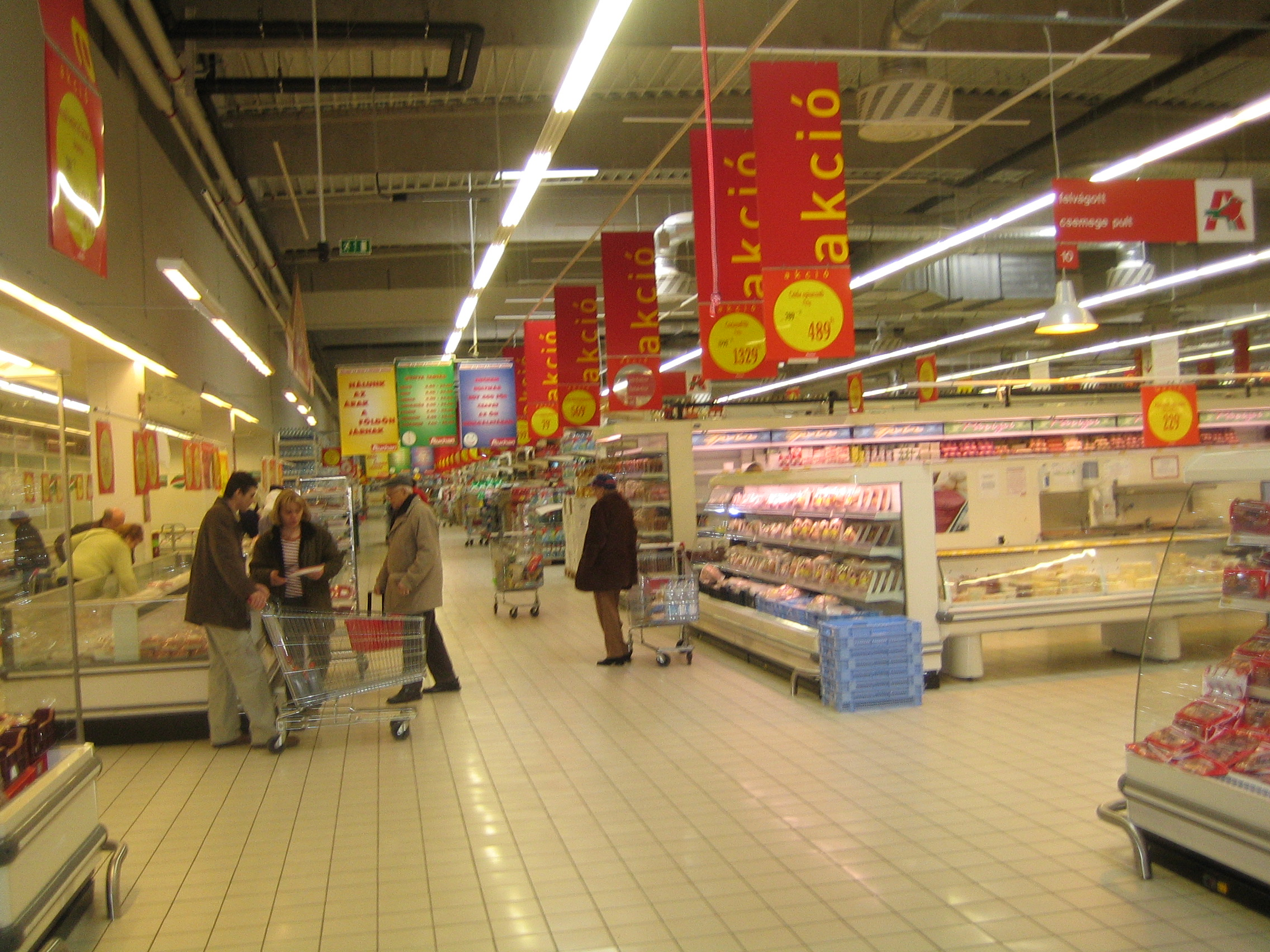
Establiment d'autoservei (a la foto, hipermercat Auchan a Budapest)

 Una  botiga d'autoservei  és, a diferència de les botigues departamentals, un tipus de botiga on el client pot fer-se, almenys en teoria, de les seves pròpies mercaderies per comprar o adquirir-les.
Hi ha botigues d'autoservei de totes mides, n'hi ha des de les més petites com les de tipus Oxxo, Super 7, extra que correspon a botigues de consum bàsic; Waldo's Mart on ven les seves mercaderies a dòlar igual que altres botigues de tot a un preu, com hi ha també les grans cadenes de botigues d'autoservei dirigides per grans corporacions. Al sistema d'autoservei s'acullen la majoria dels supermercats, hipermercats, grans magatzems i grans superfícies especialitzades. Alguns exemples són Wal-Mart, Home Depot, Lowe's, Sodimac, Comercial Mexicana, Gegant, Chedraui, Carrefour, Makro i Auchan, ACSAPACK, entre d'altres.
El maneig d'una botiga d'autoservei està compost per diversos elements sense els quals la mateixa botiga no podria funcionar correctament.

## Recepció de mercaderies
Aquesta part de la botiga té principalment dues funcions, els proveïdors lliuren la mercaderia que la botiga ha demanat diferents companyies perquè li tinguin, de la mateixa manera que surten les mercaderies que no es van vendre bé o que es van descontinuar i es tornaren. De vegades, quan estem parlant de cadenes grans, també pot succeir el cas que entrin i surtin transferències de mercaderia de botiga a botiga.
En aquest procés, el personal de seguretat té un paper molt important, perquè tant ells com els auxiliars de recepció s'encarreguen de realitzar els diferents i correctes comptes d'entrades i sortides de les mercaderies, de vegades ajudats també pels auxiliars de pis de vendes.
De vegades, i depenent la botiga d'autoservei de la qual estiguem parlant, Rebut s'utilitza també perquè els promotors ingressin i treguin equip especial de treball com micròfons, botzines i diversos elements que requereixen com per exemple per donar un esdeveniment als clients.
Una vegada que la mercaderia nova ha ingressat a la botiga, s'ha de manar, ja sigui al magatzem de no peribles, al magatzem de línies generals o a les cambres de congelació de peribles, segons que correspongui.

## Magatzems
Els magatzems són la part de la botiga en què es dipositen les mercaderies que arriben de Rebut. La mercaderia, és traslladada a aquestes bodegues per mitjà de patins, i traspalar en els diferents raks, que són manejats mitjançant muntacàrregues.
Una vegada que la mercaderia nova ha ingressat a la botiga, s'ha de manar, ja sigui, al magatzem d'abarrotis, al magatzem de línies generals, o les cambres de congelació de peribles segons correspongui.
És comú, que si hi ha un responsable especial del magatzem anomenat  magatzemer , aquest s'encarregui de l'acomodament de la mercaderia, de la seva adequada classificació i distribució, és responsable de rebre la mercaderia que li enviï algun company de recepció, i s'encarrega de veure que no hi hagi "caixes cegues", és a dir, caixes sense obertures o inscripcions adequades que permetin saber quina mercaderia es conté dins, si hi ha alguna caixa cega, el magatzemer s'encarrega d'agregar la informació corresponent.

### Magatzem de no peribles
El magatzem de no peribles, és aquella part on s'emmagatzemen, principalment productes alimentaris no peribles, encara que també s'emmagatzemen (i això varia depenent la botiga d'autoservei) productes com aliments i articles per mascotes, paper higiènic, paper de cuina, carbó, sabons, detergents, entre altres articles de neteja per a ús de la llar, articles de sol ús com gots, plats, tovallons, bosses per a brossa, també veles, vetlladores de cera o d'engreix, refrescs, aigües, vins, licors, cerveses i aiguardents.

### Magatzem de Línies generals
El magatzem de línies generals, és aquella part on s'emmagatzemen els articles que són classificats com a no bàsics, i aquests són; (varia segons la botiga):
- Articles d'electrònica. Com poden ser televisors, minicomponentes,  ipods , gravadores, ordinadors, etc.

- Articles d'electrodomèstics  o  línia blanca. Com poden ser refrigeradors, liquadores, assecadores de cabell, forns elèctrics o de microones, etc. Se'ls diu de línia blanca perquè inicialment aquesta classe d'articles només els fabricaven d'aquest color.

- Mobles. Com poden ser cadires, llits, burós, mobles per a ordinadors, Closets, etc.

- Blancs. En aquest departament es manegen generalment articles per bany (algunes botigues classifiquen aquest departament com a part d'abarrotis). Aquests articles poden ser saboneres, tovalloles, articles de plomeria, etc.

- Llar. Com el seu nom indica, aquest departament ven articles per a ús domèstic i de la llar, entre els quals es troba cristalleria com gots, copes, també es venen vaixelles, olles express, plàstics de la llar com poden ser hermètics, palanganes, pots d'escombraries i articles de jardinería com poden ser draps de cuina, fibres per als trasts, escombres, recollidors, jaladores, guants de cuina, etc.

- Discos i pel·lícules.

- Revistes i llibres.

- Ferreteria. On es ven tot tipus d'articles per a actuacions i per acord de la llar. Llantes per carro, acumuladors per carro, olis per carro, eines, focus, extensions, etc.

- Perfumeria. On es venen tota mena de cosmètics i articles per a la neteja personal, com perfums, esponges per bany, desodorants per al cos, tints per al cabell, bils, vernís d'ungles, etc.

- Parafarmàcia.

- Papereria. On es manegen tot tipus d'articles d'oficina i per a l'escola com quaderns, llapis, plomes, calculadores, regles, compacitat, etc.

- Jardineria.

- Joguines.

- Esports.

- Regals.

- Roba de dama, cavaller i nadó.

- Articles per a nadons.

- Sabateria.

### Peribles

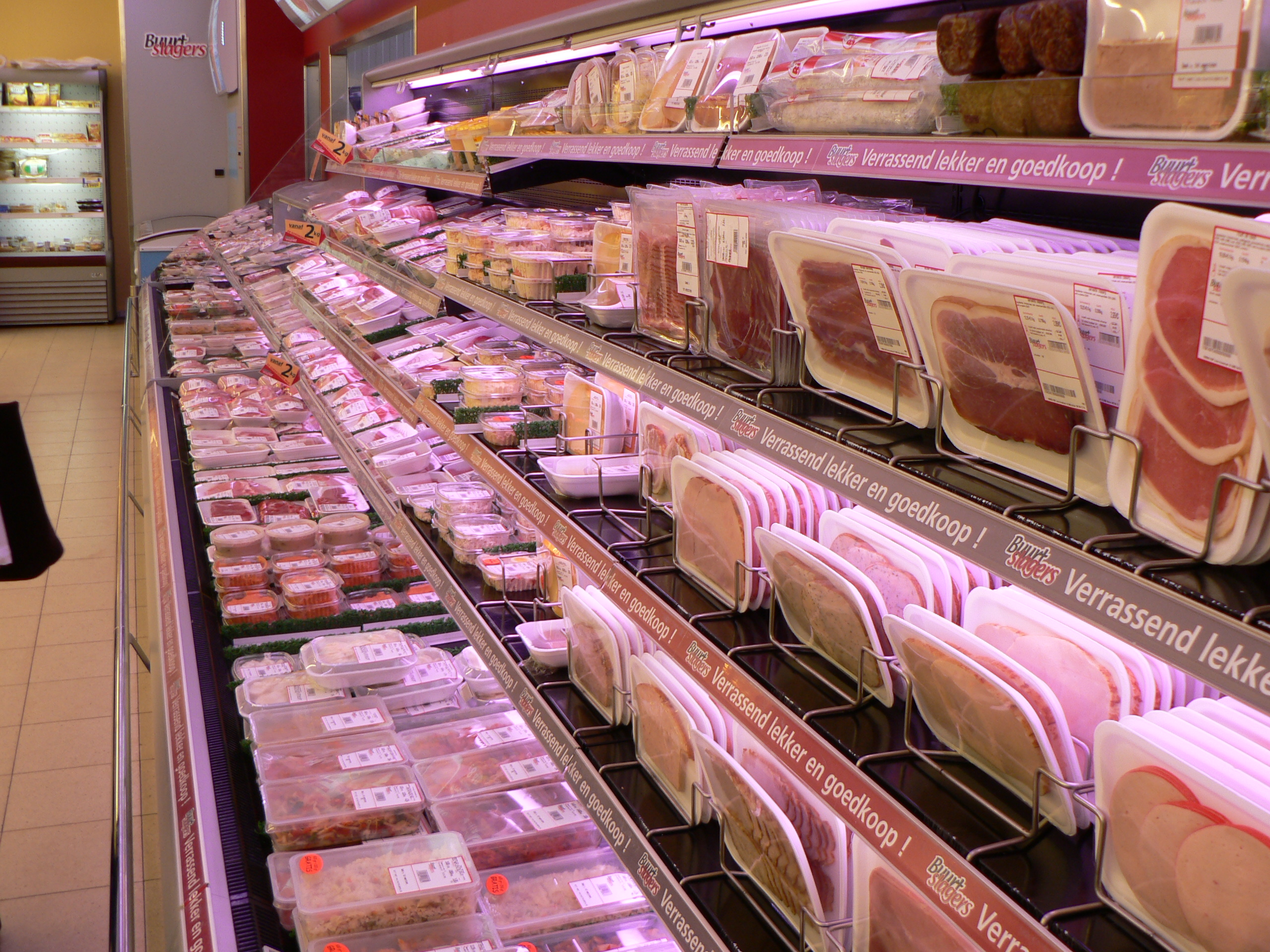
Àrea de peribles

Com el seu nom ho indica, és tota aquella mercaderia que té una caducitat, que es fa malbé, i que se li ha de donar la deguda rotació abans que es podreixi i es faci no apta per a la venda, o bé, que es converteixi en minva. Actualment, el sector "Peribles" està vivint un canvi de concepte pel que fa a la seva visió general; ja que la paraula "peribles" té connotacions negatives: "s'està morint". La nova visió del sector ve impulsada d'aquesta mateixa manera pel seu propi nou nom: "Productes frescos" que és sinònim de vida i frescor.
Els departaments que es manegen a la zona de "Productes Frescos" són:
- Fruites i verdures.

- Peixos i mariscs.

- Carns.

- Salsitxeria  (Delhi, lactis i congelats)

- Forn.

- Truites.

- Cremes i formatges.

- Lactis.

## Planta de venda
Com el seu nom ho indica, és el lloc dins de la botiga d'autoservei on es negocia, es tracta o es produeix la venda de les mercaderies entre la botiga i la seva clientela.
Pis de venda està manejat per caps i auxiliars de pis de venda, per seccions i/o departaments, i aquest és el personal que s'encarrega de fer la paperassa que prové de la taula de control (parlarem d'ella més endavant), de treure el producte dels respectius magatzems i posar-les en els mobles i prestatges corresponents, d'atendre al client i ajudar-lo a ell, el personal de caixes, o al personal de paqueteria quan aquest necessita el seu suport.

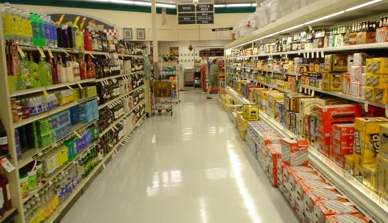
Góndoles a un supermercat

 Hi ha tres classes de mobles a pis de venda.
- La góndola. És el tipus de moble que es troba dins dels passadissos dividits en lleixes, prestatges, mòduls, ganxos i divisions.

- La  capçalera de góndola. És l'extrem d'un moble tradicional, el qual pot ser atorgat per un gerent al departament que té aquest mateix moble o un departament alternatiu (vendes creuades o  cross selling).

- L'illa. És el tipus de moble que es troba exhibit enmig dels passadissos principals on la gent transita amb els seus carros d'autoservei.

- Mobles refrigerats  per a productes frescos o congelats.

- Altres. En pis de venda també hi ha altres formes d'exhibir la mercaderia, per exemple amb exhibidors fixos o en tires.

## Cuina
És el lloc on personal de la botiga d'autoservei, s'encarrega de preparar els aliments (aliments preparats) que els clients fan servir, ja sigui per consumir al cafè, o per portar a casa seva.

## Cafeteria
És l'àrea on els clients poden aturar-se a prendre un refrigeri o un refresc per després seguir comprant a la botiga. Habitualment, disposa de pa i pastes. La utilitat d'aquest servei addicional que la majoria de les botigues d'autoservei tenen, és que la botiga obté un ingrés extra, ja que, el client consumeix productes que es venen dins de la mateixa botiga.

## Àrea de caixa

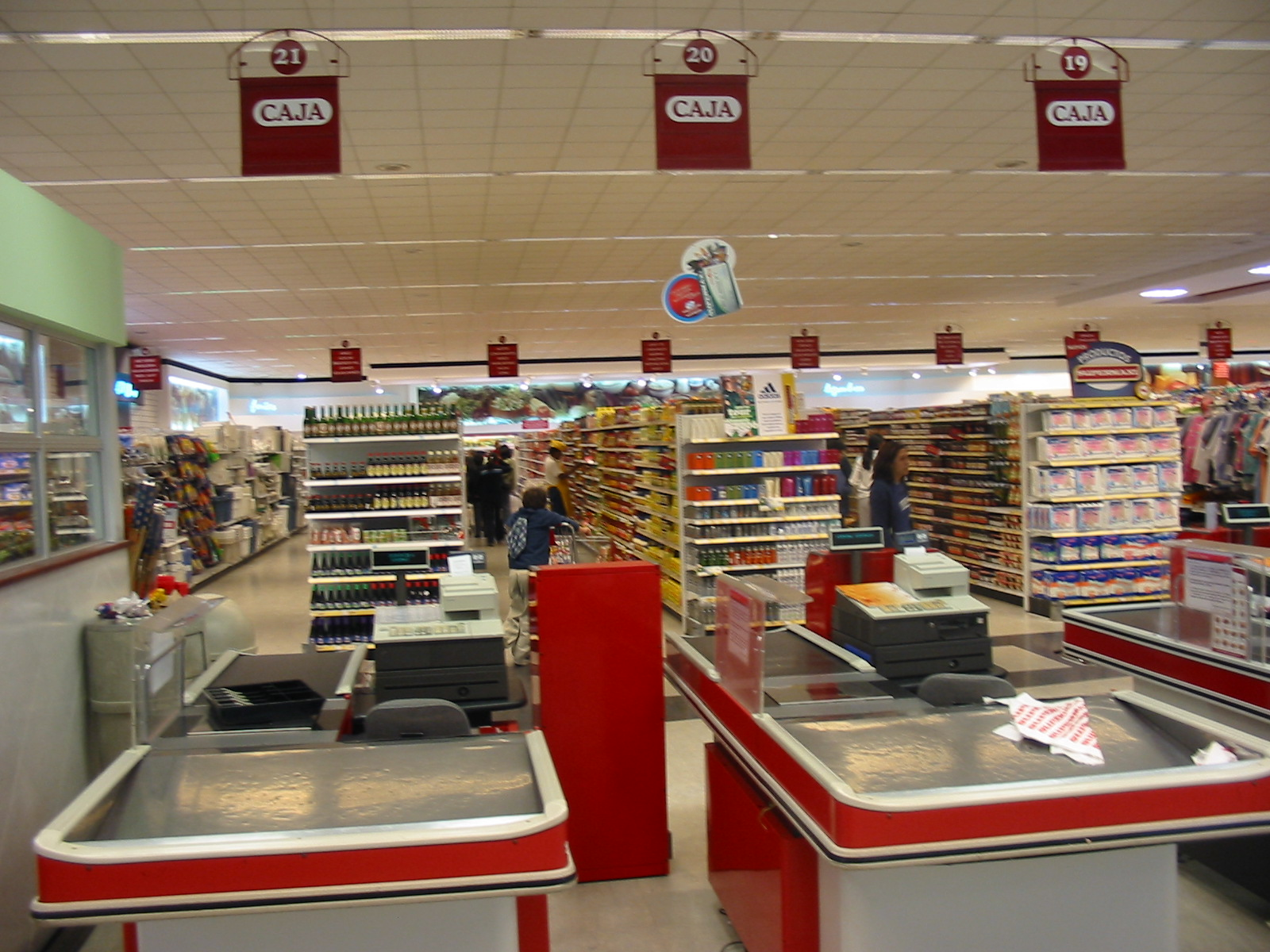
Línies de caixes en un supermercat

L'àrea de caixa és l'àrea on els clients que finalment han escollit la seva mercaderia, poden pagar-la. A aquesta àrea, els caixers són els que s'encarreguen de cobrar-les, i són ajudats pels seus supervisors de caixes.
Hi ha també en aquesta àrea certes vendes creuades.

### Mercaderia no desitjada
Zona de mercaderia no comprada. A l'àrea de caixes, on la clientela que ja no vol comprar un cert producte, diposita aquest producte que es torna a certa part de l'àrea de caixes en forma de mercaderia en trànsit temporal.

## Atenció al client
És el lloc on es lliuren les garanties dels articles adquirits o se'ls dona alguna orientació al client amb referència als articles que es venen en l'establiment o la ubicació dels mateixos dins de la botiga, o s'atén qualsevol tipus de reclam o suggeriment per part del client i els clients insatisfets pels productes, poden demanar ja sigui el seu canvi físic (canvi d'una mercaderia per una altra) o la devolució dels seus diners.

## Paqueteria
És l'àrea que s'encarrega de recollir els paquets o les pertinences dels clients, que són alienes a la mercaderia de la botiga d'autoservei, això per evitar que es confonguin amb la mercaderia ja existent per a la venda. Algunes botigues manegen la paqueteria i l'atenció al client com un mateix departament, en altres són mòduls separats.

## Gerència
Gerència és el departament líder de la botiga que s'encarrega de manar sobre els altres, generalment està conformat per un gerent i dos o tres subgerent, els quals són comunament denominats amb claus numèriques, i el gerent principal el "clau un" i els subgerent com "clau dos", "clau tres", "clau quatre", o més si fos el cas. Els altres gerents tenen l'obligació d'enviar i encarregar-se del correcte funcionament, l'un de la zona de línies generals, l'altre de la zona d'abarrotis, l'altre de la zona de caixes, taula de control i recepció.
També hi ha un altre tipus de gerent anomenat gerent d'entrenament o "pollina", el qual després d'haver tingut un procés dins de la botiga, ser pujat d'auxiliar de pis de venda a cap de departament i ser promogut per gerent o subgerent, ha de ser capacitat per assumir el nou càrrec per al qual la botiga ho requereix.

### Recursos Humans
La botiga també té una oficina de recursos humans, on es contracta el personal nou que va a ingressar a laborar a la botiga, així com l'assignació al seu departament. Aquest departament és liderat per un (a) titular (a) el qual també és considerat subgerent. Són els encarregats de vetllar pels drets dels treballadors

## Taula de control
És la part de la botiga d'autoservei, que s'encarrega del control del correcte i adequat maneig i manteniment de les mercaderies que es localitzen dins de botiga. D'aquí provenen els canvis de preus, les comandes automàtics, els recomptes cíclics, i els controls de minva, les transferències departamentals o de botiga.
La taula de control també és coneguda perquè utilitzen un sistema anomenat SIMA el qual és un sistema compartit també per caixes.
Per al correcte i adequat exercici del treball de la taula de control, és necessari i molt important que hi hagi una correcta comunicació entre els encarregats de la taula de control i els auxiliars de pis de venda, ja són els segons els que ajuden els primers a localitzar les mercaderies quan hi ha recomptes cíclics, o són els que validen els preus en el lineal de caixes verificant que els canvis de preu s'hagin efectuat correctament i estiguin degudament registrats en el sistema de caixes.
Els auxiliars de pis de venda, també s'encarreguen de proporcionar a la taula de control les llistes dels Codis de barres que necessiten per enviar imprimir etiquetes amb els preus, ja sigui per mitjà d'una llista escrita o capturant en una pistola de raigs làser (anomenada  symbol) que escaneja el codi de barres, aquestes etiquetes són anomenades pels promotors i demostradors com "sanefes". Aquestes sanefes poden ser de tres tipus, de góndoles per als mobles, de ganxo quan és el cas, o visuals, les quals la seva principal funció és comunicar al client que hi ha una oferta especial o una rebaixa en el preu. Existeix actualment un sistema nou en desenvolupament de sanefa que és l'etiqueta electrònica, en aquest sistema l'auxiliar de pis de venda ja no ha de fer la llista sinó que la taula de control directament des dels seus ordinadors actualitza el preu, aquest sistema està en fase experimental, però botigues de luxe com City Market l'implementen.

### Taula de Control d'inventaris
També hi ha un altre tipus de taula de control, la qual es fa servir quan la botiga necessita fer-se un inventari o una auditoria i es diu "Taula de control d'inventaris". Generalment, en aquesta etapa de la botiga, diversos empleats entre els quals es troben auxiliars de pis de vendes, caixers, personal de seguretat, de peribles i de la mateixa taula de control, són citats pels gerents perquè, per mitjà d'un sistema anomenat  Symbol, es facin els recomptes corresponents de la mercaderia mòdul per mòdul i lleixa per lleixa, la taula de control d'inventaris s'encarrega, per mitjà d'un auditor, un gerent i un subgerent de recursos humans, de veure els excedents o que faltaven que hi ha a la botiga, imprimint els informes que es generen de les symbol i els manen supervisar per corroborar les dades.

## Escorcoll o revisió
És la part de la botiga en què el personal de seguretat s'encarrega d'evitar que els empleats, els promotors i les demostradores s'enduguin sense pagar mercaderia de la botiga, és a dir per mitjà d'una revisió corporal per assegurar-se que ningú no porti en les seves bosses o butxaques mercaderia extreta il·legalment. En aquesta àrea de la botiga també es registren les entrades i sortides del personal extern a la botiga (promotors i demostradores).

## Monitors
És la part de la botiga que controla les càmeres de vigilància, les quals són utilitzades per personal de seguretat, per evitar que les anomenades "Farderas" (amants de l'aliè) sostreguin il·legalment mercaderia de venda pertanyent a la botiga d'autoservei, intentat amb això frenar en certa manera el "robatori formiga", és a dir, el robatori que es fa a poc a poc de mercaderies barates o de mitjà preu que en l'acumulat generen pèrdues milionàries a la botiga.

## Display
Display és la part de la botiga d'autoservei que s'encarrega de retolar, és a dir, de crear els cartells i anuncis que indiquen les mercaderies, els preus i les promocions actuals de la botiga. La tasca que fa el personal de display en aquest departament és molt important perquè informa puntualment i s'encarrega de la correcta comunicació entre la botiga i la clientela.
GG

## Consums interns
És l'àrea o secció de la botiga d'autoservei que s'encarrega de proporcionar als diferents departaments les diferents eines de treball que necessita utilitzar per laborar i aquestes poden ser, escombres, franel, plomissols o marcadors, diurex, cinta canyella, navalles o cúters, etc. La importància de l'existència de consums interns, és que la botiga necessita un control de les mercaderies que els empleats utilitzen, ja que en cas contrari, només s'estarien generant baixes, pèrdues i minves que afecten molt a l'economia de la botiga.

## Línies creuades
De vegades, dins d'aquests departaments, en els seus mobles, en les seves capçaleres o en les seves illes, podem trobar línies o vendes creuades, és a dir, exhibició de mercaderies de dos o més departaments, que encara que són àrees diferents, el concepte de les mercaderies tenen certa relació, com per exemple, és comú veure en l'àrea d'abarrotis, un moble de refrescos de cola amb una altra caiguda de gots de vidre, en aquest exemple s'està donant una fusió entre els departaments d'abarrotis i llar.